# Gotiske billeder
Gotiske billeder (Nederlands: Gotische beelden) is een suite gecomponeerd door Alf Hurum. Hurum gaf het werk in mei 1920 in eigen beheer uit, maar kreeg geen goede kritieken. Met zijn muziek keerde Hurum terug naar het impressionisme en daar zat muzikaal Noorwegen niet op te wachten. De voorkeur ging toen uit naar Noorse volksmuziek, meer op Duitse leest geschoeid. Het werk is opgedragen aan de pianiste Mary Barratt-Due (handgeschreven).
De delen zijn:
- Munkekor i Jonsklosteret (Koor van monniken in St John’s Klooster)
- St Thomas’ klokker (De klokken van St Thomas)
- Gargoyle
- Dunkelt lys gjennom rosevindu (Gedempt licht door een roosvenster)
- Luftlet ornamentik mot aftenhimmel (Etherische versiering tegen aan avondlucht)
- Mysterium